# Friedrichshafen FF 40
Die Friedrichshafen FF 40 war ein deutsches einmotoriges Marineflugzeug im Ersten Weltkrieg. Sie gehörte zur Gattung Zweisitziges Schwimmerflugzeug mit einem MG (C) und Funkanlage (CFT).

## Entwicklung
Die FF 40 war eine Versuchkonstruktion; der Motor war in den Rumpf eingebaut und trieb über ein ZF-Kegelradgetriebe zwei beidseitig des Rumpfes an Auslegern angebrachte Luftschrauben an. Eventuell verzögerten Probleme mit dem Antriebssystem die Auslieferung, denn der Prototyp wurde zwar schon am 12. Februar 1916 bestellt und zwei Monate später erstmals geflogen, aber erst am 14. April 1917 mit der Marine-Nummer 669 an das Seeflugzeug-Versuchskommando nach Warnemünde geliefert. Die Abnahme wurde am 1. Juni 1917 abgeschlossen. Es blieb bei diesem einen Prototyp.
Der Propellerhersteller war die Firma Luckenwalde. Die beiden Schwimmer hatten eine Länge von 7,50 m bei einer Breite von 0,91 m. Das Gewicht der Schwimmer betrug je 122,5 kg bei je einem Volumen von 3000 l, ausreichend um die maximale Startmasse von 2539 kg schwimmend zu tragen.

## Technische Daten

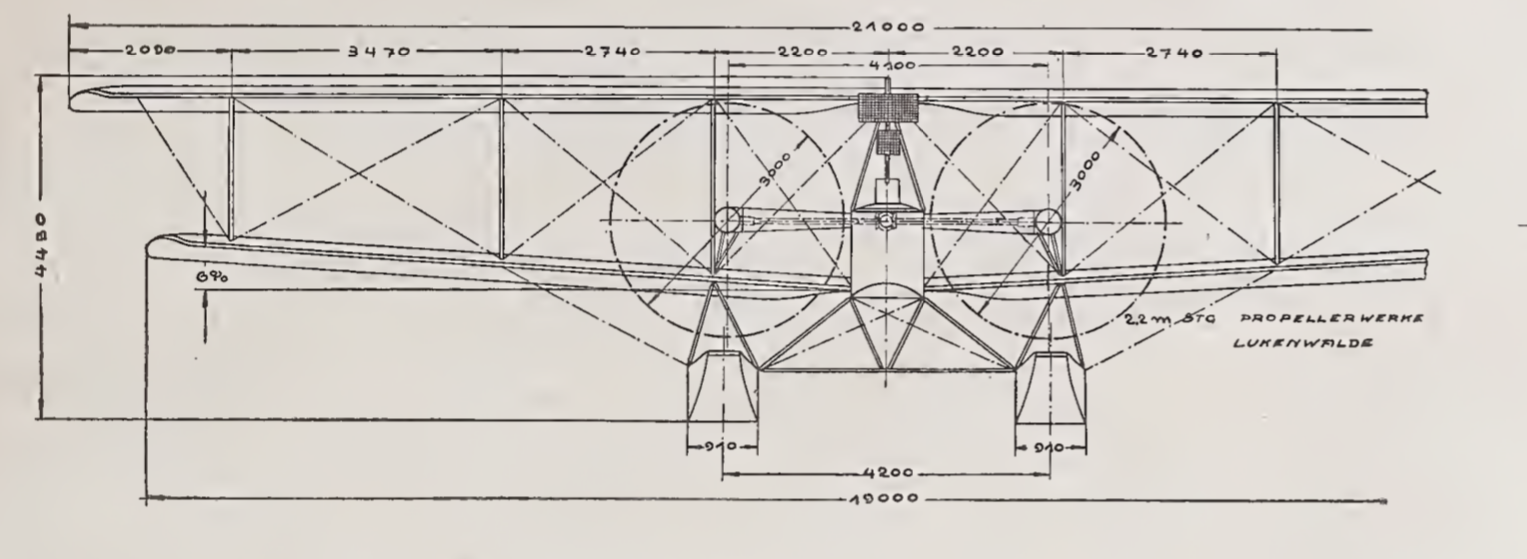
Risszeichnung der Vorderansicht

| Kenngröße             | Daten                                                               |
| --------------------- | ------------------------------------------------------------------- |
| Besatzung             | 3                                                                   |
| Länge                 | 12,43 m                                                             |
| Spannweite            | Oberflügel 21,00 m Unterflügel 19,00 m                              |
| Höhe                  | 4,48 m                                                              |
| Flügelfläche          | 88,9 m²                                                             |
| Querruder             | 4,92 m²                                                             |
| Höhenruder            | 2,60 m²                                                             |
| Seitenruder           | 1,64 m²                                                             |
| Flächenbelastung      | 28,56 kg/m²                                                         |
| Leistungsbelastung    | 10,58 kg/PS                                                         |
| Leermasse             | 1829 kg                                                             |
| Zuladung              | 710 kg                                                              |
| Startmasse            | 2539 kg                                                             |
| Höchstgeschwindigkeit | 125 km/h in NN                                                      |
| Steigzeit             | 5 min auf 500 m Höhe 8 min auf 1000 m Höhe 10,5 min auf 1000 m Höhe |
| Dienstgipfelhöhe      | ? m                                                                 |
| Reichweite            | 750 km                                                              |
| Brennstofftank        | 385 l                                                               |
| Flugdauer             | 6 h                                                                 |
| Propellerdurchmesser  | (2×) 3,00 m bei 2,20er Steigung                                     |
| Triebwerk             | ein wassergekühlter Maybach Mb IV mit 240 PS (177 kW) Nennleistung  |
| Bewaffnung            | ein bewegliches Parabellum MG 14, 7,92 mm                           |